# 2018年冬季残疾人奥林匹克运动会高山滑雪比赛
2018年冬季残疾人奥林匹克运动会高山滑雪比賽在南韓旌善高山滑雪中心舉行。